# Madunice
Madunice (in ungherese Vágmedence) è un comune della Slovacchia facente parte del distretto di Hlohovec, nella regione di Trnava.
A Madunice visse dal 1814 al 1843 il poeta Ján Hollý.